# I. Noferhotep
I. Noferhotep (uralkodói nevén Haszehemré) az ókori egyiptomi XIII. dinasztia egyik uralkodója. Az i. e. 18. század közepén élt, dinasztiája egyik legjelentősebb uralkodója volt.
Thébai katonacsaládba született, nem királyi származású. Nem tudni biztosan, milyen kapcsolatban állt az előző uralkodóval, III. Szobekhoteppel; lehetséges, hogy letaszította a trónról. Tizenegy évig és 1–4 hónapig uralkodott; valószínűleg kortársa volt Mári királyának, Zimrí-Limnek és a babiloni Hammurapinak. Uralkodásáról keveset tudni, az ebből az időszakból fennmaradt legfontosabb dokumentum egy abüdoszi sztélé, amely Ozirisz egy szobrának elkészítéséről számol be, és melynek Noferhotep szerint olyannak kell lennie, „amilyennek az istenek elrendelték az idők kezdetén”.
Uralkodása vége felé megosztotta trónját fivérével, Szihathorral. Társuralkodásuk pár hónapig, legfeljebb egy évig tartott. Szihathor nem sokkal Noferhotep előtt halt meg, utána testvére új társuralkodója harmadik fivérük, IV. Szobekhotep lett, aki nem sokkal később már egyedül uralkodott, csaknem egy évtizeden át. I. Noferhotep és IV. Szobekhotep uralkodása a XIII. dinasztia korának legfényesebb időszakát jelenti.

## Családja

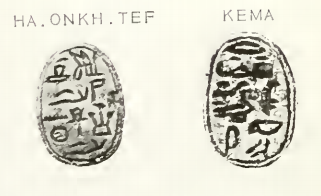
Noferhotep apja, Haanhef és a király lánya, Kemi szkarabeusza

Úgy tűnik, Noferhotep nem királyi családból származott, hanem thébai katonacsaládból. Nagyapja, Nehi „a városi sereg tisztje” címet viselte. Feleségét Szenebtiszinek hívták, róla semmit nem tudni, a férjes asszonyok megszokott „a ház úrnője” címét viselte. Egyetlen fiuk Haanhef volt. Ő a forrásokban mindenhol az „isteni atya” és „királyi pecséthordozó”, felesége, Kemi „a király anyja” címet viseli, ami arra utal, egyikük sem volt királyi származású. Azt, hogy Haanhef volt Noferhotep apja, számos káhúni szkarabeuszpecsét megerősíti. Haanhefet ezenfelül a XIX. dinasztia idején összeállított és a második átmeneti kor uralkodóira nézve a legfontosabb forrásdokumentumnak minősülő torinói királylista is említi Noferhotep apjaként. Ez ritkaságnak számít, mivel a torinói papirusz általában csak maguknak az uralkodóknak a nevét említi, közrendű emberekét nem.
Az egyiptológusoknak feltűnt, hogy ahelyett, hogy titkolták volna nem királyi származásukat, I. Noferhotep, elődje, III. Szobekhotep és utóda, IV. Szobekhotep nyíltan hirdették sztéléiken és szkarabeuszaikon. Ez ellentétes az egyiptomiaknál megszokott rendszerrel, ahol az új uralkodó legitimitását elsősorban származása adja. Lehetséges, hogy azért hirdették ilyen nyíltan származásukat, hogy egyértelmű legyen, nincs közük az előző uralkodókhoz, különösen Széth Meribréhez, akinek emlékeit ismeretlen okból kisajátították vagy megrongálták.
Asszuáni feliratok tanúsága szerint I. Noferhotepnek legalább két gyermeke volt, a szüleiről elnevezett Haanhef és Kemi, akiknek anyja egy Szenebszen nevű nő volt. Egy további lehetséges fia Uahnoferhotep. Ennek ellenére fivérét, Szihathort nevezte ki társuralkodónak és örökösének, mikor pedig nagyjából egyidőben meghaltak, egy másik fivérük, IV. Szobekhotep követte őket a trónon. IV. Szobekhotep, akinek uralkodása a XIII. dinasztia korának fénypontját jelenti, egy, a karnaki Ámon-templomkörzetben elhelyezett, ma a kairói Egyiptomi Múzeumban lévő sztéléjén (JE 51911) említi, hogy Thébában született.
Fenségem [eljött] a déli városba, mert látni akarta a fenséges istent; az én városom ez, melyben születtem. Láttam őfelsége [Ámon] életerejét minden egyes ünnepen, mikor még gyermek voltam.
Így lehetséges, hogy I. Noferhotep is Thébában született, bár ebben az időben Egyiptom fővárosa az északon, a mai el-List közelében fekvő Itjtaui volt.

## Uralkodása

### Említései
Leletek

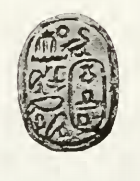
Szkarabeusz, felirata: „Ré fia, Noferhotep, a királyi anya, Kemi gyermeke”.

I. Noferhotep neve viszonylag sok tárgyon előfordul, amelyek lelőhelyei jelentős területet fednek le, északon Büblosztól egészen lenn délen a núbiai Buhen és Mirgissza erődjéig. Különösen Felső-Egyiptom déli részén említi több lelet. Alsó-Egyiptomban egyetlen említése fordul elő, egy szkarabeusz, melyet Tell el-Jahudijában találtak. Egyéb említései: több mint 60 szkarabeuszpecsét, két hengerpecsét, egy szobor Elephantinéból, és tizenegy sziklafelirat a Vádi es-Satt er-Rigalban, Szehel szigetén, Konosszóban, és Philae-ben. A feliratok említik Noferhotep családjának tagjait, valamint két, a szolgálatában álló, magas rangú hivatalnokot, Nebanhot és Szenebi kincstárnokot.
Két abüdoszi sztéléje is ismert, az egyiket Ugaftól sajátította ki, felirata a 4. uralkodási évben keletkezett, és megtiltja a sírok építését Upuaut szent felvonulási útján. Karnakból került elő két naosz, bennük Noferhotep egy-egy szobra, valamint egy talapzat Noferhotep és fivére, IV. Szobekhotep kártusával (ma az Egyiptomi Múzeumban, CG 42022). Előfordul pár említése a fajjúmi régióból is, ahol Egyiptom fővárosa állt ekkoriban; köztük a király egy szobra, melyet Szobeknek és a sedeti Hórusznak szentelt, és ma a Bolognai Régészeti Múzeumban van.
Királylisták
Korabeli említésein túl Noferhotepet említi a karnaki királylista, a 34. helyen (Baker számozása szerint a 37.), valamint a torinói királylista 7. oszlopának 25. sora (Kim Ryholt rekonstrukciója szerint; Alan H. Gardiner és Jürgen von Beckerath számozása szerint a 6. oszlop 25. sora.) A torinói királylista szerint Noferhotep tizenegy évig és egy vagy négy hóapig uralkodott, ezzel a második vagy harmadik leghosszabb ideig uralkodó királya a dinasztiának a 23 évig hatalmon lévő Mernoferré Ay és a 9–12 évig uralkodó IV. Szobekhotep után.

### Helye a kronológiában

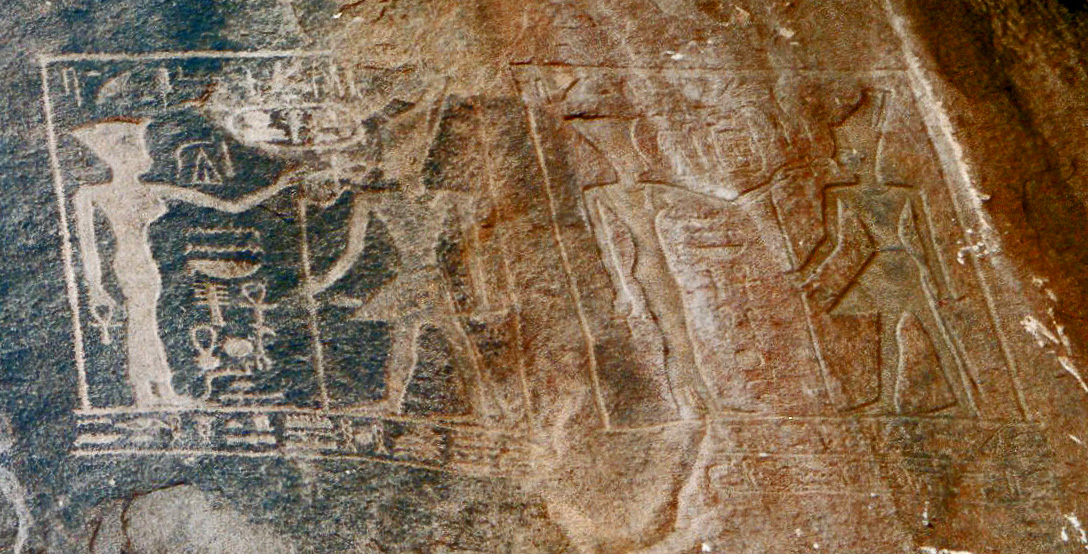
Felirat a Szehel-szigeten: Anuket az élet jelét nyújtja I. Noferhotepnek.

I. Noferhotep relatív helye a kronológiában a torinói papirusznak és kortárs említéseknek köszönhetően biztos: III. Szobekhotepet követte a trónon, utódja IV. Szobekhotep volt. Mivel apja, Haanhef és anyja, Kemi szintén jól ismert, és nincs más címük az „isteni atya” illetve „a király anyja” címnél, több egyiptológus, köztük Kim Ryholt és Darrell Baker úgy tartják, Noferhotep nem volt királyi származású és uszurpálta a trónt. Ebben családjának katonai háttere is szerepet játszhatott.
Abszolút helye a kronológiában vitatott. Ryholt a dinasztia 26., Baker a 27. fáraójának tartja, Detlef Franke és Jürgen von Beckerath szerint azonban a 22. uralkodó volt Időbeli elhelyezése is vitatott, az egyes tudósok által megadott uralkodási dátumok közt akár negyven év eltérés is lehet; Ryholt i. e. 1740 körülre teszi uralkodása kezdetét, Thomas Schneider pedig i. e. 1700 körülre.

### Uralkodásának hossza

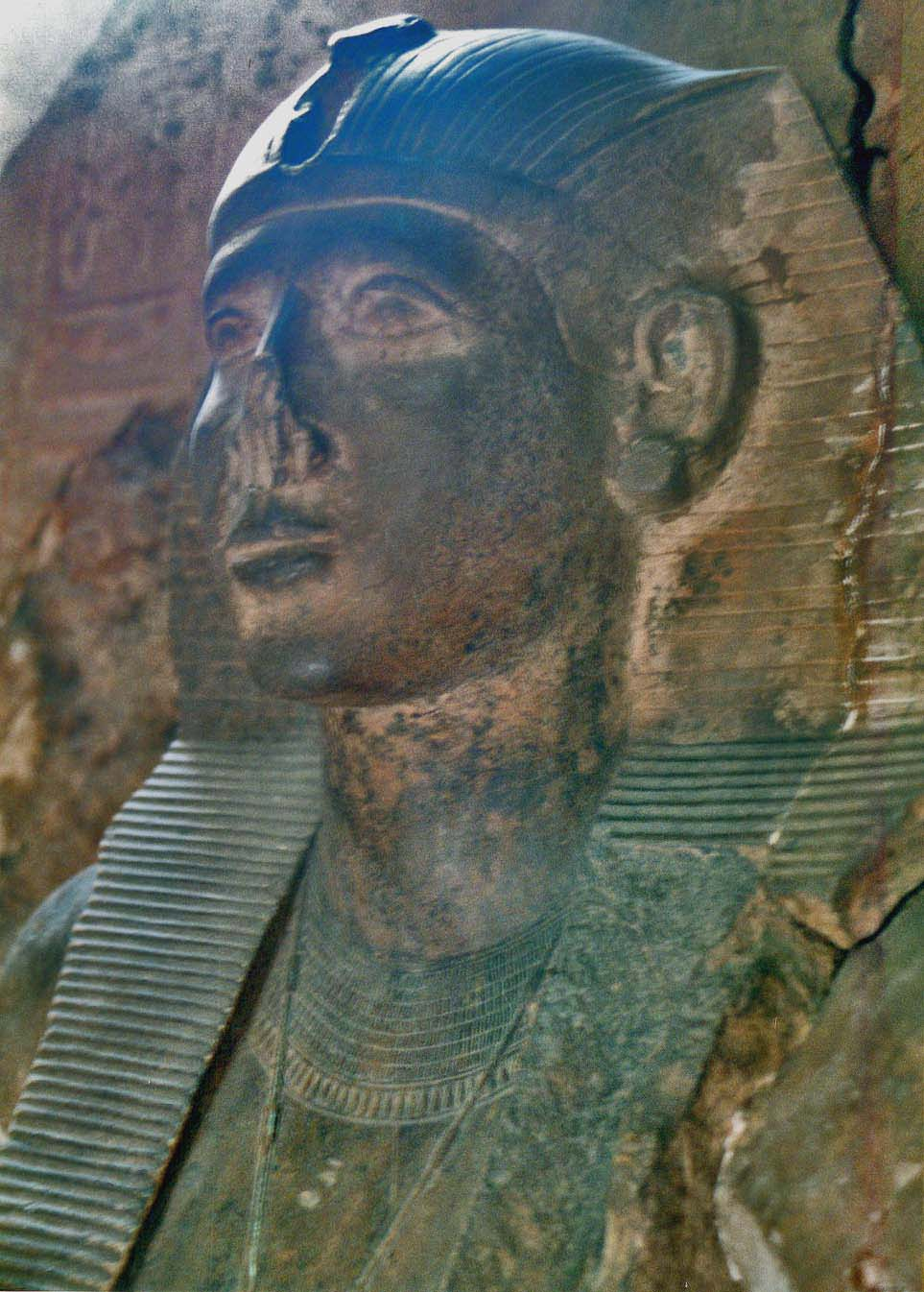
I. Noferhotep szobra első karnaki naoszából, ma a kairói Egyiptomi Múzeumban.

Akár uszurpálta a trónt, akár örökölte, Noferhotep valószínűleg egy erősen szétesett Egyiptom uralkodójává vált. Kim Ryholt szerint a kánaáni eredetű XIV. dinasztia ekkoriban már hatalmon volt, és független uralkodócsaládként uralta legalább a Nílus-delta keleti részét. Ez megmagyarázhatja, miért említi Noferhotepet Alsó-Egyiptomban mindössze egyetlen szkarabeusz. Bár több tudós – köztük Gae Callender, Janine Bourriau és Darrell Baker – egyetért vele, mások, köztük Manfred Bietak, Daphna Ben-Tor, valamint James és Susan Allen úgy vélik, Noferhotep egész Egyiptom fölött uralkodott. Ezt bizonyíthatja, hogy Noferhotepnek számos említése került elő Egyiptomtól északkeletre, Levante vidékén, melyek közül legfontosabbak Büblosz uralkodója, Jantinu sztéléje és négy kánaáni szkarabeusz, amelyek azt mutatják, elég nagy hatalommal rendelkezett ahhoz, hogy fenntartsa a kereskedelmi kapcsolatokat a régióban.
Noferhotep fivére, IV. Szobekhotep pecsétei a hükszosz XV. dinasztia egyik jelentős uralkodója, Hian pecsétjeivel együtt kerültek elő szoros régészeti kontextusban; ami jelentheti azt, hogy egy időben uralkodtak. Amennyiben így van, Noferhotep kortársa volt Hiannak vagy alamelyik elődjének, például Szekir-Harnak, így nem uralkodhatott a Nílus-delta fölött. Ez a következtetés erősen vitatott, mivel a megszokott egyiptomi kronológia szerint IV. Szobekhotepet és Hiant körülbelül 100 év választja el egymástól.

### Tevékenysége
Számos említése ellenére tevékenységéről nem sokat tudunk. Karnakban talált talapzata, valamint a naosz, melyet Georges Legrain fedezett fel azt mutatják, építkezett ezen a területen. Ezt megerősíti egy másik naosz is, melyet 2005-ben találtak Karnakban, és melyben a király 1,8 m magas szobra állt. A naosz Hatsepszut északi obeliszkjének alapjai alól került elő.
A legfontosabb emlékműve, ami napjainkig fennmaradt, egy nagy méretű, erősen károsodott sztélé, melyet a 2. uralkodási évében állíttatott és Abüdoszból került elő. Felirata egyike a kevés fennmaradt egyiptomi királyi szövegnek, amelyekből kiderül, hogyan tervezi el és parancsolja meg az uralkodó egy szobor elkészítését. A sztélé szövege szokás szerint Noferhotep titulatúrájával kezdődik,
Őfelsége, a Hórusz, a Két Föld alapítója; a Két Úrnőhöz tartozó, az Igazságot felfedő; az Arany Sólyom, az Állhatatot szeretetű, Felső- és Alsó-Egyiptom királya, Haszehemré, Ré fia, Noferhotep, a királyi anya, Kemi gyermeke, élet, üdv, egészség adassék neki, mint Rének, örökké.
A szöveg ezután beszámol arról, hogy a vélhetően Itjtauiban található palotájában tartózkodó Noferhotep azt kívánja, készíttessék el Ozirisz képmása az isten Abüdoszban tartott éves ünnepére. Ebből a célból először érdeklődik hivatalnokainál azok felől az utasítások felől, amelyek az istenszobrok készítését szabályozzák, és amelyek állítólag „Atum írásai közt találhatóak meg, az ősidőkből”. Hivatalnokai elkísérik a templomi könyvtárba, ahol a feljegyzéseket tárolják, a király pedig utasítást ad, hogy küldjenek egy küldöncöt, „a király tulajdonának gondviselőjét” az abüdoszi ünnepségre. Eközben, vagy talán még a küldönc elküldése előtt elkészül Ozirisz szobra ezüstből, aranyból és rézből, a munkálatok a király felügyelete alatt folynak. Végül maga az uralkodó is elmegy Abüdoszba, hogy részt vegyen Ozirisz ünnepén.
Általában véve Noferhotep uralkodását valószínűleg jólét jellemezte, mert mind az ő, mind fivére, Szobekhotep uralma alatt számos, közemberek által állíttatott emlékmű is készült, és számos magas színvonalú műalkotás született, különösen a szobrászat terén.

### Sírja
I. Noferhotep sírját hivatalosan még nem azonosították, de nagyon valószínűnek tűnik, hogy Abüdoszban volt. A Pennsylvaniai Egyetem régészcsapata Josef W. Wegner vezetésével 2013 óra ásat egy késő középbirodalmi vagy második átmeneti kori királyi nekropoliszt Abüdoszban, az egyiptomiak által „Anubisz hegye” néven ismert hegy lábánál. A nekropolisz közvetlenül a XII. dinasztiabeli III. Szenuszert hatalmas sírkomplexuma mellett helyezkedik el, és két további nagy sírból áll, melyek valószínűleg a XIII. dinasztia korának közepén épült piramisok maradványai, valamint legalább nyolc királyi sírból, talán az abüdoszi dinasztia idejéből. Az egyik nagyobb sír, melyet a második átmeneti korban alaposan kifosztottak és köveit is széthordták, ma a S10 számot viseli, és a kutatások alapján Noferhotep testvére, IV. Szobekhotep sírja lehetett, mert a közeli sírokból – többek közt Szenebkai sírjából – számos, az ő nevét viselő lelet került elő. Ebből kifolyólag Wegner feltételezése szerint a szomszédos, nagy méretű S9 sír Noferhotepé lehetett. Ezt az is megerősíti, hogy mindkét uralkodó elég aktívan tevékenykedett Abüdosz környékén.
Korábban is születtek elméletek arról, hol lehet Noferhotep sírja; Nicolas Grimal úgy vélte, egy el-Listben épült piramis lehet az, I. Szenuszert piramisa közelében; ebben Michael Rice is egyetértett vele. Az elképzelés csak feltételezéseken alapult, mert nem találtak semmit, ami igazolta volna, hogy Noferhotepnek itt épült volna piramisa. Grimal feltételezése közvetett bizonyítékokra épült: arra, hogy Noferhotep nevével ellátott szkarabeuszok kerültek elő Listből, valamint hogy az I. Szenuszert piramiskomplexumához tartozó halotti templom északi kapujánál előkerült Uahnoferhotep herceg egy usébtije (ma a Metropolitan Művészeti Múzeumban). Az usébtit vászonba bugyolálták és miniatűr koporsóba helyezték, amely stilisztikailag a XIII. dinasztia korára datálható. (A koporsó szintén a Metropolitanben.) Ez, valamint az, hogy Uahnoferhotep viselte „a király fia” címet, neve pedig magában foglalja Noferhotep nevét, egy feltételezés szerint arra utal, hogy ő Noferhotep fia lehetett, akit apja piramisa közelében temettek el.
Dawn Landua-McCormack ezzel szemben azt vetette fel, hogy Noferhotep nyughelye a déli dél-szakkarai piramis lehetett. Ez a piramis, amely stílusa alapján a XIII. dinasztia korára datálható, két szépen kidolgozott sírkamrával rendelkezik, amely megfelelő lett volna a dinasztia olyan két, gazdag uralkodója számára, mint I. Noferhotep és IV. Szobekhotep.

## Társuralkodások

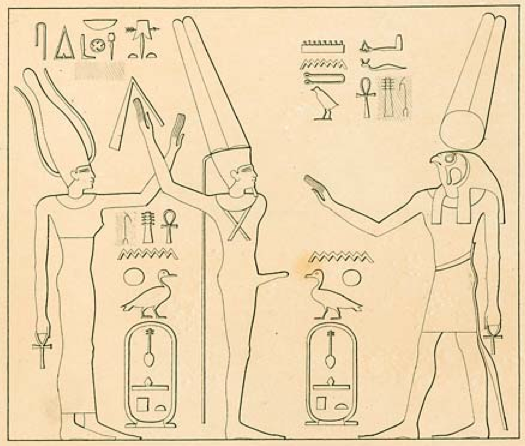
Karl Richard Lepsius rajza egy konosszói sziklafeliratról, amelyen Montu, Min és Szatet látható I. Noferhotep kártusaival

Nem tudni, milyen körülmények közt halt meg I. Noferhotep tizenegy évnyi uralkodása után. Utódja fivére, IV. Szobekhotep lett, aki talán a dinasztia legfontosabb királya. A torinói királylistán egy másik testvére, Szihathor szerepel utódjaként, ő azonban csak pár hónapig ült a trónon, és úgy tűnik, társuralkodóként Noferhoteppel; önállóan nem uralkodott, talán mert hamarabb halt meg, mint testvére. Úgy tűnik, Noferhotep ezután másik fivérét, Szobekhotepet nevezte ki társuralkodóvá. Szehel szigetén két felirat maradt fenn, amely Noferhotepet, Szihathort és Szobekhotepet ábrázolja, ami jelentheti, hogy egy ideig együtt uralkodtak, bár Szihathort mindkettő már elhunytként említi. Egy másik bizonyíték egy, a Vádi Hammamatban fennmaradt felirat, amelyen Noferhotep és Szobekhotep kártusa egymás mellett látható. Egyes egyiptológusok szerint ez társuralkodást bizonyít a két király között, mások, köztük Ryholt, elutasítják ezt az értelmezést és úgy vélik, a feliratot Szobekhotep elhunyt fivére tiszteletére készíttette.

## Történelmi szinkronizmus
I. Noferhotep egyik sztéléje nagy jelentőséggel bír a régészek és történészek számára, mert segítségével Egyiptom és más közel-keleti országok kronológiája összefüggésbe hozható. A sztélén „Büblosz kormányzója, Jantinu, akit Jakin kormányzó nemzett” látható egy trónon, I. Noferhotep személyneve és uralkodói neve előtt. Ez két okból is jelentős: egyrészr mert Jakin elég nagy bizonyossággal azonosítható egy Jakin-Ilu nevű, Bübloszból ismert személlyel, aki Szehotepibré egy hengerpecsétjén szerepel – ami azt mutatja, Szehotepibrét és Noferhotepet egy nemzedék választja el egymástól –, másfelől pedig azért, mert egy „Büblosz királya, Jantin-Ammu” nevű uralkodó ismert Mári levéltáraiból, és ő feltehetőleg ugyanaz a személy, mint a sztélén említett Jantinu, Büblosz kormányzója. Büblosz ebben az időben Egyiptomhoz tartozó, félig-meddig autonóm terület volt, és a Büblosz királyaként említett személy a város sémi uralkodója lehetett, aki a fáraó nevében kormányozta. Mári levéltárának feljegyzései nagyrészt a város utolsó uralkodója, Zimrí-Lim uralkodásának idejéből származnak. Zimrí-Lim kortársa volt Hammurapi babiloni király, aki kifosztotta Mári városát. Ez bizonyítja, hogy I. Noferhotep, Jantinu, Zimrí-Lim és Hammurapi egy időben éltek.

## Név, titulatúra
A fáraók titulatúrájának magyarázatát és történetét lásd az Ötelemű titulatúra szócikkben.
| G5 |

| G5 |

| grg · N19 |

| grg · N19 |

| grg · N19 |

| grg · N19 |

| G5 |

| G5 |

| grg · N19 |

| grg · N19 |

| grg · N19 |

| grg · N19 |

| G16 |

| G16 |

| wp · p · Z9 | U5 · a | t · mDAt | Sw |

| wp · p · Z9 | U5 · a | t · mDAt | Sw |

| G16 |

| G16 |

| wp · p · Z9 | U5 · a | t · mDAt | Sw |

| wp · p · Z9 | U5 · a | t · mDAt | Sw |

| G8 |

| G8 |

| G8 | mn · n | U7 · r | w | t |

| G8 | mn · n | U7 · r | w | t |

| G8 |

| G8 |

| G8 | mn · n | U7 · r | w | t |

| G8 | mn · n | U7 · r | w | t |

| M23 | L2 |

| M23 | L2 |

| ra | N28 · D36 | sxm |

| ra | N28 · D36 | sxm |

| ra | N28 · D36 | sxm |

| ra | N28 · D36 | sxm |

| ra | N28 · D36 | sxm |

| ra | N28 · D36 | sxm |

| ra | N28 · D36 | sxm |

| ra | N28 · D36 | sxm |

| M23 | L2 |

| M23 | L2 |

| ra | N28 · D36 | sxm |

| ra | N28 · D36 | sxm |

| ra | N28 · D36 | sxm |

| ra | N28 · D36 | sxm |

| ra | N28 · D36 | sxm |

| ra | N28 · D36 | sxm |

| ra | N28 · D36 | sxm |

| ra | N28 · D36 | sxm |

| G39 | N5 | \| \| |
|     |    |       |

|  |

| G39 | N5 | \| \| |
|     |    |       |

|  |

| nfr | Htp · t · p |

| nfr | Htp · t · p |

| nfr | Htp · t · p |

| nfr | Htp · t · p |

| nfr | Htp · t · p |

| nfr | Htp · t · p |

| nfr | Htp · t · p |

| nfr | Htp · t · p |

| G39 | N5 | \| \| |
|     |    |       |

|  |

| G39 | N5 | \| \| |
|     |    |       |

|  |

| nfr | Htp · t · p |

| nfr | Htp · t · p |

| nfr | Htp · t · p |

| nfr | Htp · t · p |

| nfr | Htp · t · p |

| nfr | Htp · t · p |

| nfr | Htp · t · p |

| nfr | Htp · t · p |

## Fordítás
- Ez a szócikk részben vagy egészben  a   Neferhotep I című angol Wikipédia-szócikk ezen változatának fordításán alapul.  Az eredeti cikk szerkesztőit annak laptörténete sorolja fel. Ez a jelzés csupán a megfogalmazás eredetét és a szerzői jogokat jelzi, nem szolgál a cikkben szereplő információk forrásmegjelöléseként.